# Matthias Joseph Scheeben
Matthias Joseph Scheeben (Meckenheim, Bonn, 1. ožujka 1835. – Köln, 21. srpnja 1888.) bio je njemački katolički teološki pisac, svećenik i mistik.
Scheeben je studirao na Papinskom sveučilištu Gregoriana u Rimu za vrijeme profesora Carla Passaglija i Giovannija Perronea od 1852. do 1859. godine i živio u Collegiumu Germanicumu. Zaređen je za svećenika 18. prosinca 1858. Predavao je dogmatsku teologiju na biskupskom sjemeništu u Kölnu od 1860. do 1875.
Po Scheebenovim riječima, praktični cilj njegove teologije bio je "da se kršćanin osjeća sretnim zbog svoje vjere, jer je to ljepota i veličanstvo naše vjere: da kroz otajstva milosti podižemo našu prirodu na neizmjerno visoku razinu i predstavlja nam neizrecivo intimnu zajednicu s Bogom."
Scheebenov je um uživao u nagađanju o božanskoj milosti, hipostatskoj zajednici, blaženoj viziji, sveprisutnoj prisutnosti Boga. Bio je čvrsto vjeran u vizije koje su mu bile dodijeljena. Njegove učenike ponekad je prestrašio neprekidan tok njegovih dugih rečenica.